# 飛驒細江站
飛驒細江站（日语：／ Hida-hosoe eki */?）是日本岐阜縣飛驒市古川町袈裟丸的東海旅客鐵道（JR東海）高山本線鐵路車站。

## 車站構造
相對式月台2面2線、可作列車交會的地上車站。木造站舎。由高山站管理的無人車站。

### 月台配置
| 月台 | 路線     | 方向 | 目的地         |
| ---- | -------- | ---- | -------------- |
| 1    | 高山本線 | 下行 | 富山方向       |
| 2    | 高山本線 | 上行 | 高山、下呂方向 |

## 車站周邊
- 國道41號
- 國道471號

## 历史
- 1934年（昭和9年）10月25日 - 高山本線飛驒小坂 - 坂上站間開通時開業。旅客及貨物服務開始。
- 1969年（昭和44年）
  - 7月21日 - 貨物處理廢止。
  - 10月1日 - 成為委託管理站。
- 1985年（昭和60年）6月1日 - 無人站化。
- 1987年（昭和62年）4月1日 - 國鐵分割民營化、成為東海旅客鐵道（JR東海）車站。

## 相鄰車站
東海旅客鐵道
 高山本線
杉崎－飛驒細江－角川